# Cucullia hildana
Cucullia hildana är en fjärilsart som beskrevs av William Schaus 1938. Cucullia hildana ingår i släktet Cucullia och familjen nattflyn. Inga underarter finns listade i Catalogue of Life.